# Knuffelsgracht
De Knuffelsgracht is een straat en gedempte gracht in de historische binnenstad van Paramaribo. De straat begint aan de Waterkant, parallel aan de Heiligenweg met ertussenin een busstation, en verloopt via een knik bij de Maagdenstraat en het Kodjo, Mentor en Presentpren oostwaarts naar de Keizerstraat.

## Naamgever
De Knuffelsgracht werd vernoemd naar de familie Knöffel, mogelijk in het bijzonder naar Johann Friedrich (Frederik) Knöffel. Frederik was met zijn broer als soldaat van Pommeren naar Suriname gekomen. Hij was later eigenaar van de plantages Frederiksdorp en Johan & Margaretha, en de herberg De Zwaan aan de Knuffelsgracht. Hij was niet getrouwd, maar had in concubinaat twee dochters met zijn slavin Grietje. In deze jaren was er ook een Theodorus Knöffel in Suriname. Hij was suikerkeurmeester en eigenaar van de plantage Elisabeth's Hoop (Belgarde), naast Johan en Margaretha. Hij was een broer van P.L. Knöffel.

## Busstation
Tussen de Knuffelsgracht en de Heiligenweg, op de grens met de Waterkant, bevindt zich een busstation. Hier vertrekken bussen van het Nationaal Vervoers Bedrijf (NVB) naar bestemmingen in het binnenland. De lijnbussen van de Particuliere Lijnbushouders Organisatie (PLO) op de Dr. Sophie Redmondstraat rijden vooral naar bestemmingen in de stad.

## Bouwwerken
De straat werd in 1933 door de Surinaamsche Waterleiding Maatschappij (SWM) aangesloten op het waterleidingnet.
Aan de straat bevinden zich onder meer enkele horecagelegenheden, een brandweerpost, de Surinaamse Postspaarbank (SPSB) en de hoofdvestiging van het Nationaal Vervoers Bedrijf.

### Monumenten
Het volgende pand in de Knuffelsgracht staan op de monumentenlijst:
| Omschrijving | Bouwjaar | Adres             | Coördinaten                  | Objectnummer? | Afbeelding                    |
| ------------ | -------- | ----------------- | ---------------------------- | ------------- | ----------------------------- |
| woonhuis     |          | Knuffelsgracht 10 | 5° 49' 35" NB, 55° 9' 23" WL | CPO 088       | Meer afbeeldingen Upload foto |

## Gedenktekens
Direct om de hoek aan de Waterkant het Monument van de Revolutie. Aan de Knuffelsgracht staan de volgende gedenktekens:
| Onderwerp                     | Type       | Kunstenaar          | Onthulling | Locatie                      | Omschrijving |
| ----------------------------- | ---------- | ------------------- | ---------- | ---------------------------- | ------------ |
| Kodjo, Mentor en Present      | plaquette  | onbekend            | 2000       | bij nummer 11                |              |
| Kodjo, Mentor en Present      | plaquette  | onbekend            | 2018       | Kodjo, Mentor en Presentpren |              |
| Standbeeld van Mahatma Gandhi | standbeeld | onbekend, uit India | 1959       | hoek Knuffelsgracht          |              |

|  |  |  |
|  |  |  |

## Stadsbrand van 1821

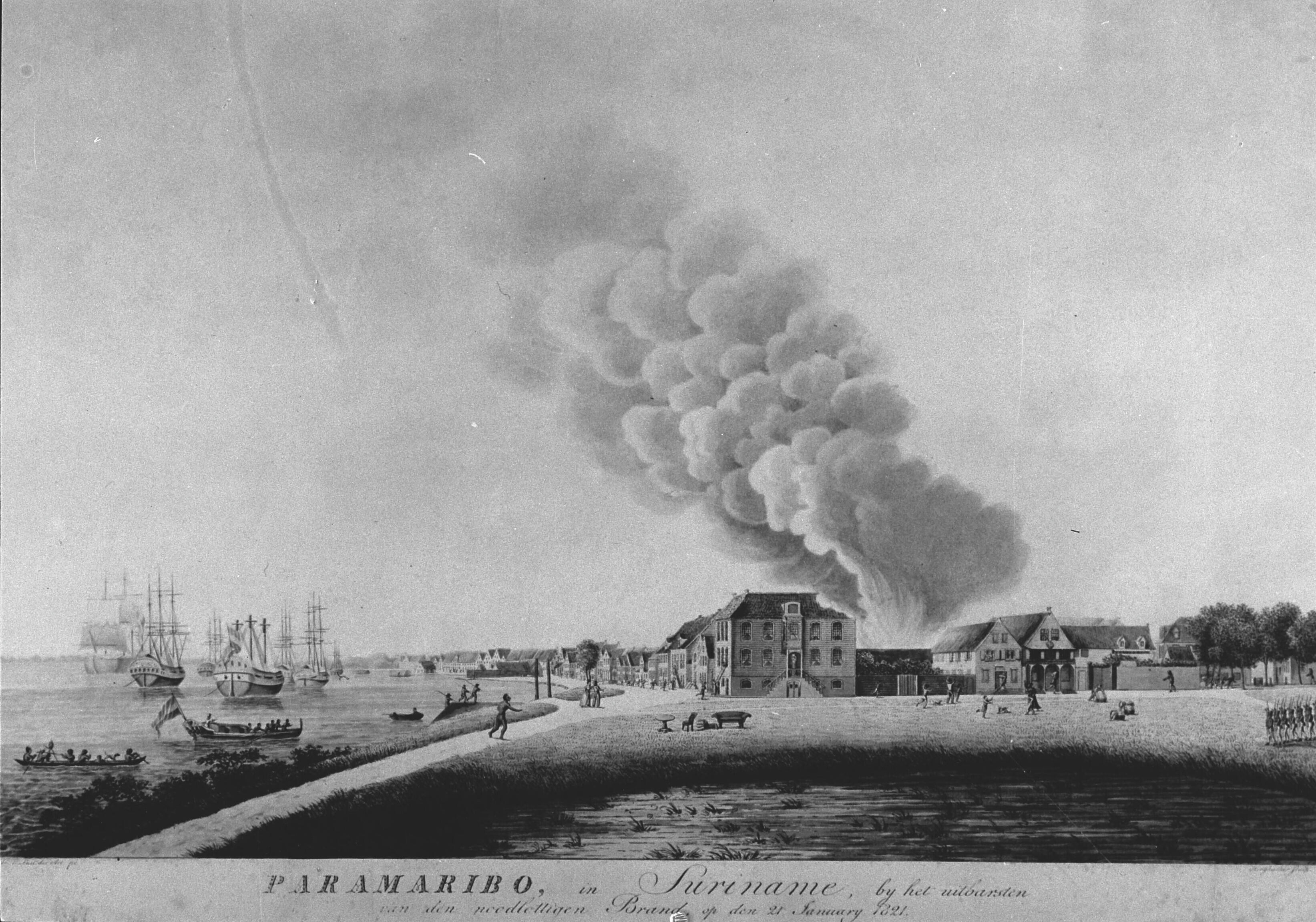
Prent van de stadsbrand van 1821

Op zondagmiddag 21 januari 1821 brak rond half twee brand uit in een huis op de hoek van het Gouvernementsplein en de Waterkant. De brand bleef vervolgens overslaan op andere huizen tot de brand de volgende dag om twaalf uur onder controle was. In tien straten brandden alle huizen af, waaronder aan de Knuffelsgracht. Ook andere straten werden zwaar getroffen.